# Сарнано
Сарнано (итал. Sarnano) насеље је у Италији у округу Мачерата, региону Марке.
Према процени из 2011. у насељу је живело 1883 становника. Насеље се налази на надморској висини од 514 м.

## Становништво
| 1931. | 1936. | 1951. | 1961. | 1971. | 1981. | 1991. | 2001. | 2011. |
| ----- | ----- | ----- | ----- | ----- | ----- | ----- | ----- | ----- |
| 6.166 | 5.807 | 5.411 | 4.500 | 3.709 | 3.451 | 3.382 | 3.375 | 3.367 |